# Brittney Griner
Brittney Yevette Griner (* 18. Oktober 1990 in Houston, Texas) ist eine US-amerikanische Basketballspielerin der nordamerikanischen Profiliga Women’s National Basketball Association (WNBA). Seit 2013 steht sie im Kader von Phoenix Mercury. Mit 2,03 Metern zählt sie zu den größten Spielerinnen der WNBA und wird hauptsächlich auf der Position des Centers eingesetzt.
Griner gilt als eine der besten und dominantesten Spielerinnen in der Geschichte des Frauenbasketballs: Sie wurde 2014 und 2015 als beste Verteidigerin sowie 2017 und 2019 als erfolgreichste Korbschützin der WNBA ausgezeichnet und 2021 unter die 25 Greatest Players in WNBA History gewählt. Zu ihren größten spielerischen Stärken zählt das Blocken. Sie gehört außerdem zu den wenigen weiblichen Basketballspielern, die das Dunking beherrschen, und hält den Slam-Dunk-Rekord der WNBA.
Vor ihrer professionellen Basketballkarriere spielte sie von 2009 bis 2013 für die Baylor University und gewann in der Saison 2011/12 mit den Baylor Lady Bears die NCAA Division I Basketball Championship. Beim WNBA Draft 2013 wurde Griner als 1. Pick von Phoenix Mercury ausgewählt, mit denen sie in der Saison 2014 den WNBA-Meisterschaftstitel holte. Während der Off-Season spielte Griner zunächst für zwei chinesische Teams und von 2015 bis 2022 für den russischen Verein UGMK Jekaterinburg, mit dem sie sechsmal russische Meisterin wurde und viermal die Euroleague Women gewann. Als Nationalspielerin der Vereinigten Staaten holte sie zwei Weltmeistertitel (2014 und 2018) sowie zwei Goldmedaillen bei den Olympischen Spielen (2016 und 2020).
Im Jahr 2013 outete sich Brittney Griner gegenüber den Medien als lesbisch. Seither engagiert sie sich insbesondere für homosexuelle Jugendliche und hat innerhalb der LGBTQ-Community den Status einer Ikone erlangt. Zugleich ist sie aufgrund ihrer androgynen Erscheinung zur Zielscheibe für Mobbing und anhaltende Anfeindungen in den sozialen Medien geworden.
Am 17. Februar 2022 wurde Brittney Griner am Flughafen Moskau-Scheremetjewo verhaftet, nachdem in ihrem Handgepäck eine geringe Menge Haschischöl gefunden worden war. Am 4. August 2022 wurde sie wegen illegalen Drogenbesitzes und -schmuggels zu neun Jahren Haft und einer Geldstrafe verurteilt. Ihre Anwälte legten Berufung gegen das Urteil ein, die jedoch Ende Oktober 2022 von einem Gericht abgelehnt wurde. Die Festnahme und die Höhe der Strafe wurde von der US-Regierung als unrechtmäßig und politisch motiviert angesehen. Diese setzte sich für Griners Freilassung ein und initiierte Verhandlungen mit Russland über einen Gefangenenaustausch. Anfang Dezember 2022 wurde sie gegen Viktor But ausgetauscht. Griner wurde am 8. Dezember nach zehn Monaten in Gefangenschaft unter Auflagen freigelassen.

## Leben und Karriere

### Frühe Jahre
Griner wurde als Tochter von Sandra und Raymond Griner in Houston im US-Bundesstaat Texas geboren, wo sie mit ihrer älteren Schwester Pier aufwuchs. Ihre älteren Halbgeschwister DeCarlo und Shkera stammen aus einer früheren Ehe ihres Vaters. Während sich ihre Mutter als Hausfrau betätigte, arbeitete Griners Vater, ein ehemaliger Soldat des United States Marine Corps und Vietnamkriegsveteran, 35 Jahre lang für das Harris County Sheriff’s Office.
Als Kind half sie ihrem Vater gerne beim Reparieren von Autos. Sie besuchte die Teague Middle School in Humble, in der Metropolregion von Houston, und anschließend die Nimitz High School in Harris County, wo sie als gute Schülerin galt. Da ihr Vater ihr nicht erlaubte, sich nach der Schule mit anderen Kindern zu treffen, verbrachte Griner viel Zeit allein in ihrem Zimmer und hatte nur wenige Freunde.
In ihrem letzten Schuljahr hatte sie ihr Coming-out. Ihren Eltern teilte sie mit, dass sie lesbisch ist. Es kam zu einem vorübergehenden Zerwürfnis mit ihrem Vater, der die Homosexualität seiner Tochter zunächst nicht akzeptieren wollte. Griner zog daraufhin für mehrere Wochen von zu Hause aus, bis sie sich schließlich wieder mit ihrem Vater versöhnte.
Während ihrer Schulzeit wurde Griner aufgrund ihrer Körpergröße, ihres androgynen Aussehens und ihrer tiefen Stimme jahrelang so massiv von Mitschülern gemobbt, dass sie an Suizid dachte. Sie verarbeitete diese Erfahrungen unter anderem in ihrer 2014 erschienenen Autobiografie In My Skin. My Life On and Off the Basketball Court, in der sie rückblickend schrieb: „Ich glaube, ich habe angefangen, mich anders zu fühlen, als alle anfingen, mir zu sagen, dass ich es bin.“

### Amateurkarriere

#### High School (2007–2009)
Im Vergleich zu anderen WNBA-Profis begann Griner eher spät mit dem Basketballspielen. In der Middle School hatte sie zunächst Volleyball und als Torhüterin Fußball gespielt. Erst nach ihrem Wechsel auf die High School wurde eine Basketballtrainerin bei einem Volleyballspiel auf die damals bereits 1,78 m große Griner aufmerksam und konnte sie in der 9. Klasse für die Mädchen-Basketballmannschaft Nimitz Lady Cougars gewinnen. Ab der 10. Klasse trainierte Griner zusätzlich mit der Mannschaft der Jungen und absolvierte unter Anleitung eines Football-Trainers Kraftübungen zur Stärkung ihrer Beinmuskulatur, was ihr beim Erlernen des Dunkings half.
Nachdem Griner das Dunking zum ersten Mal in einem regulären Spiel gelungen war, kamen am nächsten Tag 15 College-Coaches zur Nimitz High School, um ihr beim Training zuzusehen. Im Jahr 2007, als Griner in die 11. Klasse ging, zog sie erstmals die Aufmerksamkeit eines größeren Publikums auf sich, als ein Video, das sie beim Training zeigt, mit dem Titel High School Girl Dunker auf YouTube hochgeladen und millionenfach abgerufen wurde. Griners spätere Phoenix-Mercury-Teamkollegin Diana Taurasi, die das Video damals sah, als sie selbst bereits Profispielerin war, meinte: „Das waren ausgereifte Dunks. Wir dachten nur: ‚Das ist die Zukunft des Basketballs. Wir haben vielleicht nicht mehr lange einen Job.‘“ Shaquille O’Neal, der das Video ebenfalls gesehen hatte, zeigte sich so beeindruckt von ihrer Fähigkeit, dass er sich 2008 mit Griner traf und ihr beim Spielen zusah.
In ihrem Junior- und Senior-Jahr an der High School erzielte Griner insgesamt im Durchschnitt 26,3 Punkte, 6,9 Blocks und 12,3 Rebounds pro Spiel. Im Frühjahr 2009 spielte sie im Class 5A Girls’ Basketball State Tournament zum ersten Mal in einem staatlichen Wettbewerb, bei dem sie im Halbfinale einen Rekord von 44 Punkten erzielte und den ersten Slam Dunk in der Geschichte des Turniers ausführte. Aus dem Finalspiel gingen die Nimitz Lady Cougars schließlich als Vizemeisterinnen hervor. Die Women’s Basketball Coaches Association (WBCA) wählte Griner zur High-School-Basketballspielerin des Jahres 2009 und Houstons damaliger Bürgermeister Bill White erklärte den 7. Mai zum „Brittney-Griner-Tag“.

#### College (2009–2013)
Nach ihrem Schulabschluss absolvierte Griner ein Studium der General Studies an der Baylor University im texanischen Waco, wo sie von 2009 bis 2013 College-Basketball in der Liga der National Collegiate Athletic Association (NCAA) unter Cheftrainerin Kim Mulkey und an der Seite von Odyssey Sims für die Baylor Lady Bears spielte.
In ihrer Freshman-Saison (2009/10) erzielte Griner am 16. Dezember 2009 mit 34 Punkten, 13 Rebounds und dem Big-12-Rekord von 11 Blocks gegen die Oral Roberts University ihr erstes Triple-Double. Beim 99:18-Sieg gegen die Texas State University am 2. Januar 2010 führte sie gleich zwei Slam Dunks aus, was im College-Basketball der Frauen vor ihr nur Candace Parker gelungen war. Während des Spiels gegen die Mannschaft der Texas Tech University am 3. März 2010 wurde Griner von der gegnerischen Spielerin Jordan Barncastle technisch gefoult, woraufhin Griner Barncastle vorsätzlich ins Gesicht schlug und ihr dabei die Nase brach. Griner wurde daraufhin des Spielfelds verwiesen und als Bestrafung für zwei Spiele gesperrt. Sie entschuldigte sich später öffentlich bei der gegnerischen Mannschaft, ihren Teamkolleginnen und Trainern sowie den Fans. Die Baylor Lady Bears schafften es bis ins Viertelfinale des Big-12-Turniers und unter die Final Four des NCAA Division I Women’s Basketball Tournament.

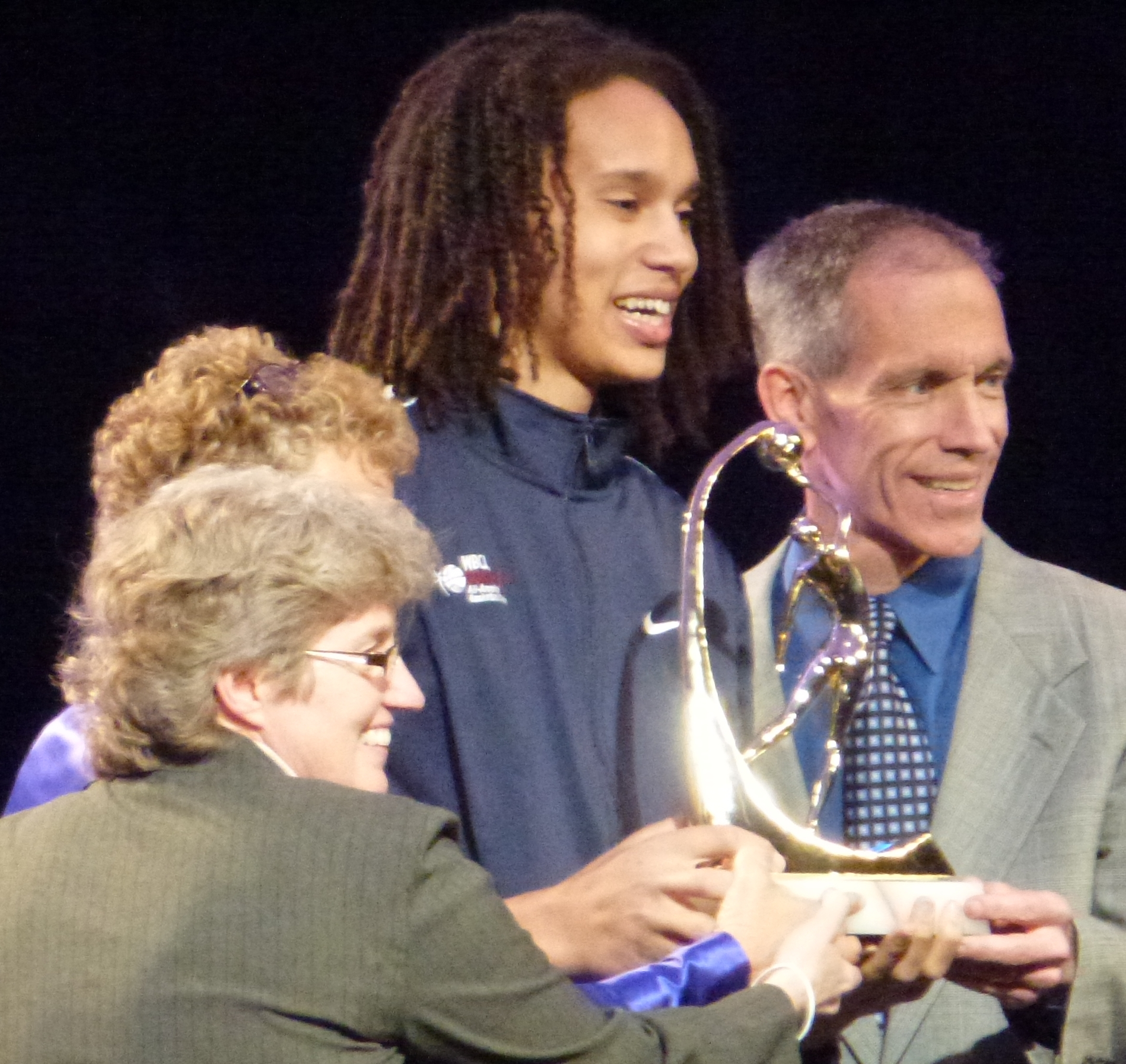
Griner (Mitte) bei der Verleihung der Wade Trophy 2012

In der Saison 2010/11 gewann Griner mit den Baylor Lady Bears das Finale des Big 12 Conference Women’s Basketball Tournament – der erste Turniersieg ihrer Karriere – und schaffte es unter die Elite Eight beim NCAA-Turnier. In der Spielzeit 2011/12 führte sie die Baylor Lady Bears in allen 40 Spielen der Saison ungeschlagen zum Gewinn des Big-12-Turniers und der NCAA-Meisterschaft. Einige Wochen später brach sie sich bei einem Unfall mit ihrem Longboard das rechte Handgelenk und konnte mehrere Wochen lang nicht spielen. Dieser Vorfall veranlasste die WNBA später dazu, eine „Skateboard-Klausel“ in Griners Vertrag aufzunehmen, die ihre riskanten Skateboard-Gewohnheiten und damit ihr Verletzungsrisiko einschränkt.
In der Saison 2012/13 beendeten die Baylor Lady Bears die Regular Season mit einer Bilanz von 29:1. Sie gewannen das Big-12-Turnier und schafften es im NCAA Division I Women’s Basketball Tournament unter die Sweet Sixteen. Im Spiel gegen die Mannschaft der University of Louisville am 31. März 2013 wurden die als Favoritinnen geltenden Lady Bears jedoch überraschend mit 81:82 geschlagen. Bei ihrem Senior-Day-Spiel gegen die Kansas State University am 4. Mai 2013 stellte Griner mit 50 Punkten einen neuen Big-12-Rekord auf.
Während ihrer vier College-Spielzeiten kam Griner im Durchschnitt auf 22,2 Punkte, 8,8 Rebounds und 5,1 Blocks pro Spiel. Mit 3283 Punkten erzielte sie die zweitmeisten Punkte, die jemals in der NCAA-Frauen-Liga erreicht wurden. Sie brach mit 18 Dunkings den NCAA-Frauen-Rekord und mit insgesamt 748 Blocks sowohl den Frauen- als auch den Männer-Rekord der Liga. Griner war die erste NCAA-Spielerin, die sowohl 2000 Punkte als auch 500 Blocks erreichte. In allen vier Saisons gewann sie die Auszeichnung als beste Verteidigerin der Big 12 und 2011, 2012 sowie 2013 zudem die Auszeichnung als beste Big-12-Spielerin. Im Jahr 2012 wurde sie zur herausragendsten Spielerin (Most Outstanding Player) des NCAA-Turniers ernannt und 2011 sowie 2012 unter anderem mit der Wade Trophy als beste College-Basketballspielerin geehrt.

### Professionelle Karriere (seit 2013)

#### WNBA
Saison 2013
Beim WNBA Draft 2013 wurde Griner als eine der gefeiertsten und dominantesten College-Basketballspielerinnen in der Geschichte der NCAA erwartungsgemäß an erster Stelle von den Phoenix Mercury ausgewählt. Gegenüber der Presse erklärte die damals 22-Jährige: „Es ist eine Erfahrung, die einen demütig werden lässt, es ist eine wahre Ehre, Teil dieser Liga zu sein. […] ein wahr gewordener Traum. Ich fühle mich wie ein kleines Kind, das zum ersten Mal in Disney World ist.“ Bei ihrem WNBA-Debüt am 27. Mai 2013 gegen die Chicago Sky stellte Griner bereits einen neuen Rekord auf: Als erste Spielerin der Liga erzielte sie in einem einzigen Spiel zwei Dunkings. Zugleich war sie damit nach Candace Parker und Lisa Leslie erst die dritte Spielerin, der in der regulären WNBA-Saison ein Dunk gelungen war.
Während ihrem ersten Jahr als Profispielerin erzielte sie bei 27 Einsätzen in der regulären Saison durchschnittlich 12,6 Punkte, 6,3 Rebounds und – die Liga anführend – 3 Blocks pro Spiel. Sie wurde in die Startformation der Western Conference beim WNBA All-Star Game 2013 gewählt, konnte aber aufgrund eines verstauchten Knies nicht an dem Spiel teilnehmen und wurde durch Tina Thompson ersetzt. In den fünf von ihr bestrittenen Playoff-Spielen holte sie durchschnittlich 10,6 Punkte, 6,4 Rebounds und 0,8 Blocks. Insgesamt konnte Griner jedoch die hohen Erwartungen, die in ihrer Rookie-Saison an sie gestellt wurden, aufgrund von Verletzungen und unbeständiger Leistung nur teilweise erfüllen, weshalb sie bei der Wahl zum Rookie of the Year 2013 der Draft-Zweitplatzierten Elena Delle Donne unterlag.
Saison 2014

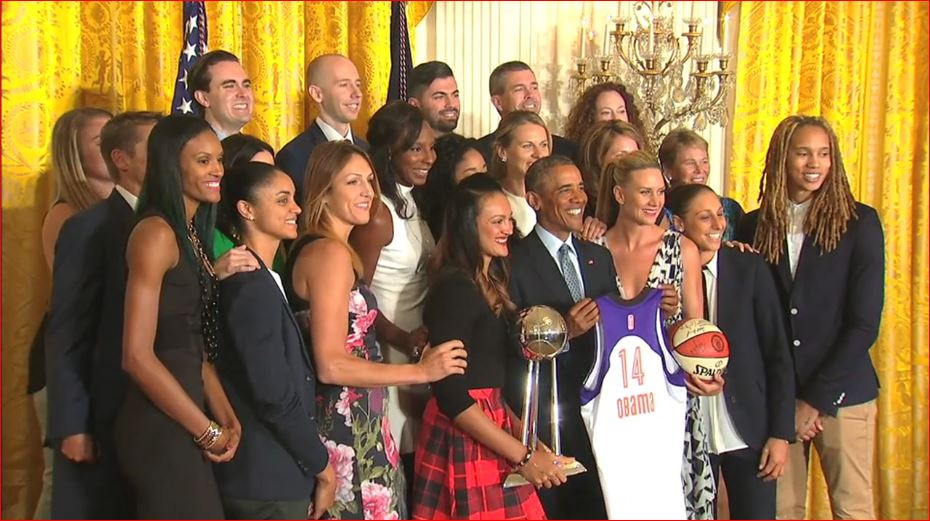
Griner (ganz rechts) mit Phoenix Mercury und Präsident Obama bei der Ehrung ihres WNBA-Meisterschaftstitels 2014 im Weißen Haus

In ihrem zweiten Jahr in der WNBA kam Griner bei allen 34 Spielen der regulären Saison zum Einsatz. Mit der Unterstützung des deutschen Assistenztrainers Olaf Lange – Ehemann ihrer Cheftrainerin Sandy Brondello – schaffte sie es, ihre Leistung im Vergleich zur Vorsaison deutlich zu steigern: Pro Spiel erzielte sie durchschnittlich 15,6 Punkte, 8 Rebounds und 3,7 Blocks. Damit führte sie die Liga nicht nur zum zweiten Mal in Folge als beste Blockerin an, sie stellte zudem mit 11 Blocks in der Partie gegen Tulsa Shock am 29. Juni 2014 und insgesamt 129 Blocks während der regulären Saison erneut Liga-Rekorde auf. Sie wurde als Defensive Player of the Year 2014 ausgezeichnet und erneut ins WNBA-All-Star-Team gewählt.
In den Playoffs kam Griner im Durchschnitt auf 3,4 Blocks, 6 Rebounds und 16,7 Punkte pro Spiel. Am 24. August 2014 gelang ihr in der Auswärtspartie gegen die Los Angeles Sparks als erster Spielerin in der Geschichte der WNBA ein Slam Dunk in einem Playoff-Spiel. Während des zweiten Spiels des WNBA-Finales gegen Chicago Sky am 9. September 2014 erlitt Griner zwei Schläge ins Gesicht, wodurch sie eine blutige Lippe, einen abgebrochenen Zahn und eine Verletzung am rechten Auge davontrug. Gleichwohl spielte sie bis zum Ende der Partie weiter und holte für ihre Mannschaft 19 Punkte. Nach dem Spiel musste sie sich einer ambulanten Behandlung an der Retina unterziehen und konnte beim dritten Finalspiel am 12. September 2014 nur von der Reservebank aus zusehen, wie ihr Team die Meisterschaft gewann.
Saison 2015

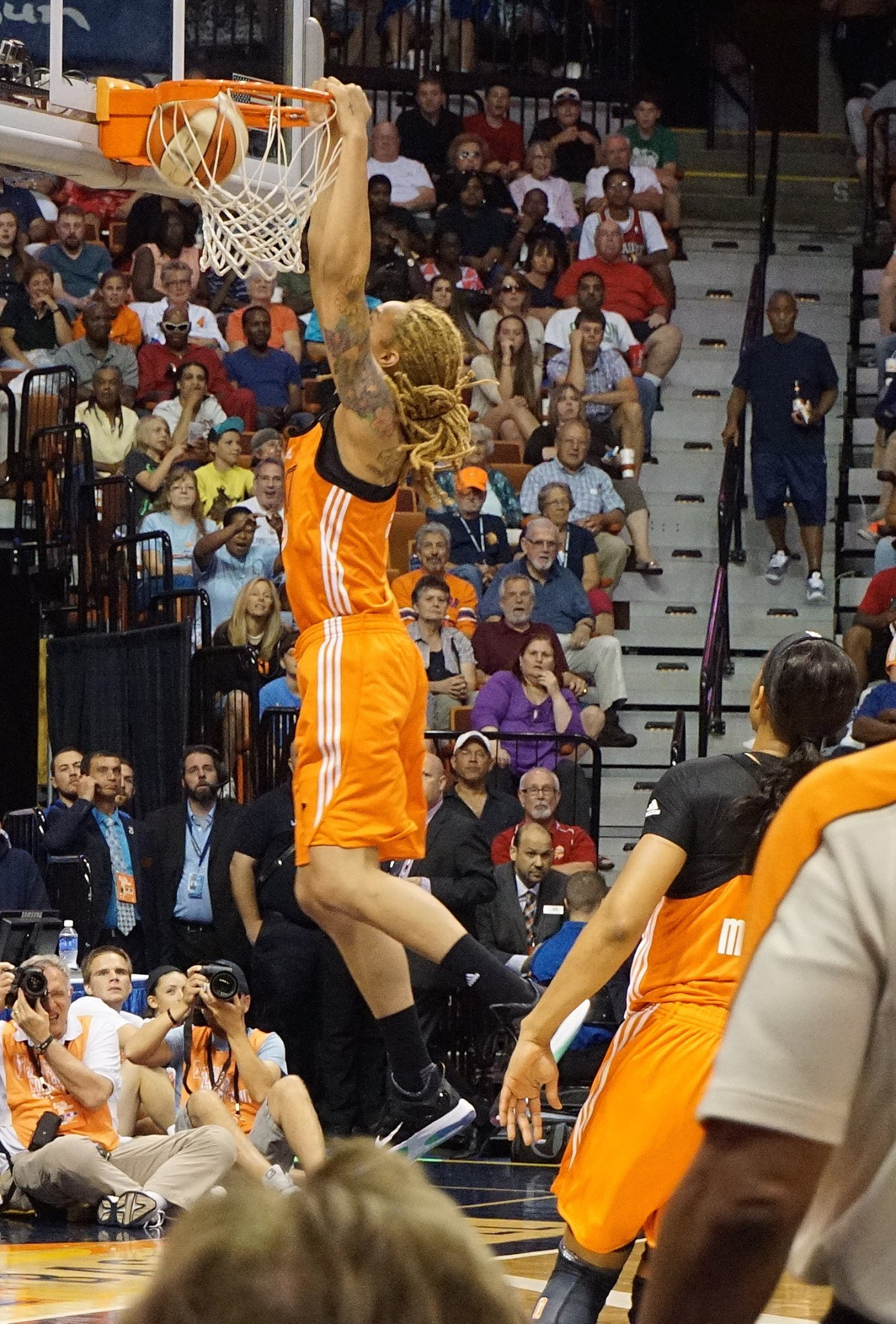
Griner beim Dunking während des WNBA All-Star Game 2015

In der Saison 2015 wurde Griners Karriere von ihrem Privatleben überschattet: Am 22. April 2015 waren sie und ihre damalige Verlobte, die Tulsa-Shock-Spielerin Glory Johnson, wegen gegenseitiger häuslicher Gewalt verhaftet worden. Die Verantwortlichen der WNBA reagierten auf den Vorfall, indem sie die beiden für je sieben Spiele sperrten. Es handelte sich um die längste Suspendierung in der Geschichte der WNBA. Während ihrer Sperre trainierte Griner, sie durfte aber keine Spiele ihrer Mannschaft besuchen.
Ihr erstes Spiel der Saison, die am 5. Juni 2015 begonnen hatte, absolvierte sie am 27. Juni 2015 gegen die Minnesota Lynx. Nach ihrem ungünstigen Start zeigte Griner sich in Hochform und stellte abermals einen Liga-Rekord auf: Mit durchschnittlich 4 Blocks pro Spiel der regulären Saison übertraf sie die bis dahin von Małgorzata Dydek gehaltene Bestmarke von 3,8 Blocks. Griner beendete die reguläre Saison mit durchschnittlich 15,1 Punkten sowie 8,1 Rebounds pro Spiel und führte die Liga bei der Wurfquote aus dem Feld mit .565 an. Sie wurde in das WNBA All-Star Team 2015 gewählt und zum zweiten Mal in Folge als beste Defensivspielerin der Liga geehrt.
In den Playoffs schafften die Phoenix Mercury es unter die besten vier Mannschaften, unterlagen aber im Western-Conference-Finale den Minnesota Lynx, die schließlich die Meisterschaft gewannen. Griner erzielte in den vier absolvierten Playoff-Spielen im Durchschnitt 16,3 Punkte, 8 Rebounds sowie 4,5 Blocks und stellte im Halbfinale der Western Conference gegen Tulsa Shock am 17. September 2015 mit 11 Blocks einen neuen Playoff-Rekord auf.
Saison 2016
In der regulären Saison 2016 kam Griner bei allen 34 Spielen zum Einsatz und erzielte durchschnittlich 14,5 Punkte, 6,5 Rebounds sowie 3,1 Blocks pro Spiel. Während der Partie gegen Atlanta Dream am 3. Juli 2016 gelang ihr mit 27 Punkten, 10 Rebounds und 10 Blocks das sechste Triple-Double in der Geschichte der WNBA. Im August 2016 wurde die Saison wegen der Olympischen Spiele in Rio de Janeiro unterbrochen, an denen Griner im Kader der US-Nationalmannschaft der Damen teilnahm. Zurück in den USA erzielte sie am 2. September 2016 im Spiel gegen die Connecticut Sun den einzigen Slam Dunk der Saison und brach mit 29 Punkten ihren persönlichen Rekord.
Aufgrund der Olympischen Spiele fand 2016 kein WNBA All-Star Game statt. Bei den WNBA-Playoffs, die Ende September 2016 begannen, besiegte Griner im Ausscheidungsspiel der ersten Runde mit ihrem Team die Indiana Fever, wobei sie 18 Punkte, 9 Rebounds und 3 Blocks erzielte. Im Ausscheidungsspiel der zweiten Runde gegen New York Liberty trug sie mit 22 Punkten, 10 Rebounds und 4 Blocks zum Sieg ihrer Mannschaft bei. Im Halbfinale unterlagen die Mercury schließlich dem Titelverteidiger Minnesota Lynx.
Saison 2017

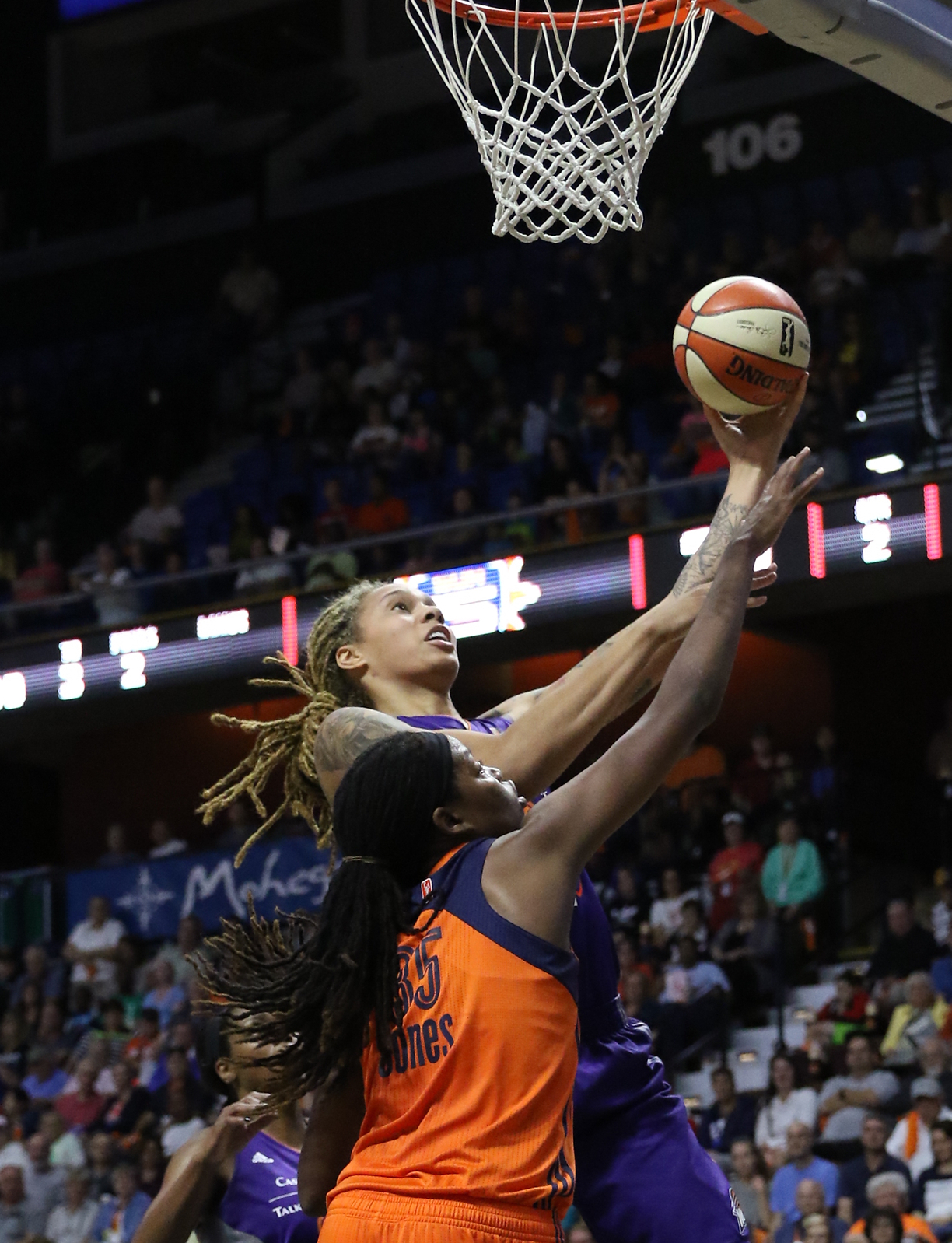
Griner (hinten) bei einem Korbleger im Playoff-Spiel gegen Connecticut Sun am 10. September 2017

Nachdem ihr Rookie-Vertrag mit Phoenix Mercury, der ihr im Jahr 2016 gut 60.000 US-Dollar eingebracht hatte, ausgelaufen war, unterzeichnete Griner am 12. März 2017 erneut einen Mehrjahresvertrag mit dem Verein. Der neue Vertrag sicherte ihr über die Laufzeit von 2017 bis 2020 pro Saison ein Gehalt von durchschnittlich 138.500 US-Dollar zu. Jim Pitman, General Manager der Mercury, kommentierte den Deal mit den Worten: „Brittney Griner ist die Gegenwart und die Zukunft der WNBA und wir schätzen uns glücklich, garantieren zu können, dass sie ihre Entwicklung hier in Phoenix fortsetzt […] Der Aufbau eines Meisterschaftsteams beginnt in der Defensive und mit diesem Schritt bleibt die beste Korbverteidigerin in der Geschichte des Frauenbasketballs für die absehbare Zukunft im Mercury-Trikot. Griner hat die Art und Weise, wie das WNBA-Spiel gespielt wird, verändert, sie hat die Rekordbücher in nur vier Jahren umgeschrieben und sie ist bereits ein Champion.“
Am 7. Juni 2017 brach sie beim 98:90-Sieg gegen Indiana Fever in der Verlängerung mit 38 Punkten ihren persönlichen Punkterekord aus der vorherigen Saison. Im Spiel gegen die Minnesota Lynx am 14. Juli 2017 erlitt sie eine Knie- und Knöchelverletzung, weshalb sie die folgenden acht Saisonspiele und das WNBA All-Star Game 2017 verpasste. Sie beendete die Saison als erfolgreichste Korbschützin mit dem Liga-Rekord von durchschnittlich 21,9 Punkten pro Spiel und führte die Liga in der fünften Saison in Folge als beste Blockerin an. Beim 88:83-Sieg gegen Connecticut Sun am 10. September 2017 erzielte Griner mit 26 Punkten den bis dahin höchsten Wert ihrer Playoff-Karriere. Im Halbfinale der Playoffs trafen die Phoenix Mercury auf die Los Angeles Sparks, denen sie in allen drei Spielen unterlagen.
Saison 2018
Im Jahr 2018 bestritt Griner zum dritten Mal in ihrer Karriere alle 34 Spiele der regulären Saison. Am 9. Juni 2018 gelang es ihr im Spiel gegen New York Liberty zum ersten Mal in ihrer Profikarriere, den Ball von jenseits der Drei-Punkte-Linie in den Korb zu werfen. Am 18. August 2018 erzielte sie beim 104:95-Sieg gegen die Atlanta Dream mit 33 Punkten, 18 Rebounds und 7 Blocks ein Saisonhoch. Griner beendete die reguläre Saison mit durchschnittlich 20,5 Punkten sowie 7,7 Rebounds und wurde zum sechsten Mal in Folge mit 2,6 Blocks pro Spiel die erfolgreichste Blockerin der Liga. Sie erzielte außerdem mit zehn Double-Doubles ein Karrierehoch und wurde zum fünften Mal in Folge in das WNBA All-Star Game gewählt.
Die Phoenix Mercury schafften es in den Playoffs erneut unter die vier besten Mannschaften. Am 2. September 2018 erzielte Griner im vierten Spiel des Halbfinales ein Playoff-Karrierehoch von 29 Punkten. Mit sechs Assists markierte sie im fünften Halbfinalspiel am 5. September 2018 einen weiteren Höhepunkt ihrer Karriere. Zum Ende des Halbfinales musste sich ihre Mannschaft Seattle Storm geschlagen geben, die schließlich den Meisterschaftstitel gewannen.
Saison 2019

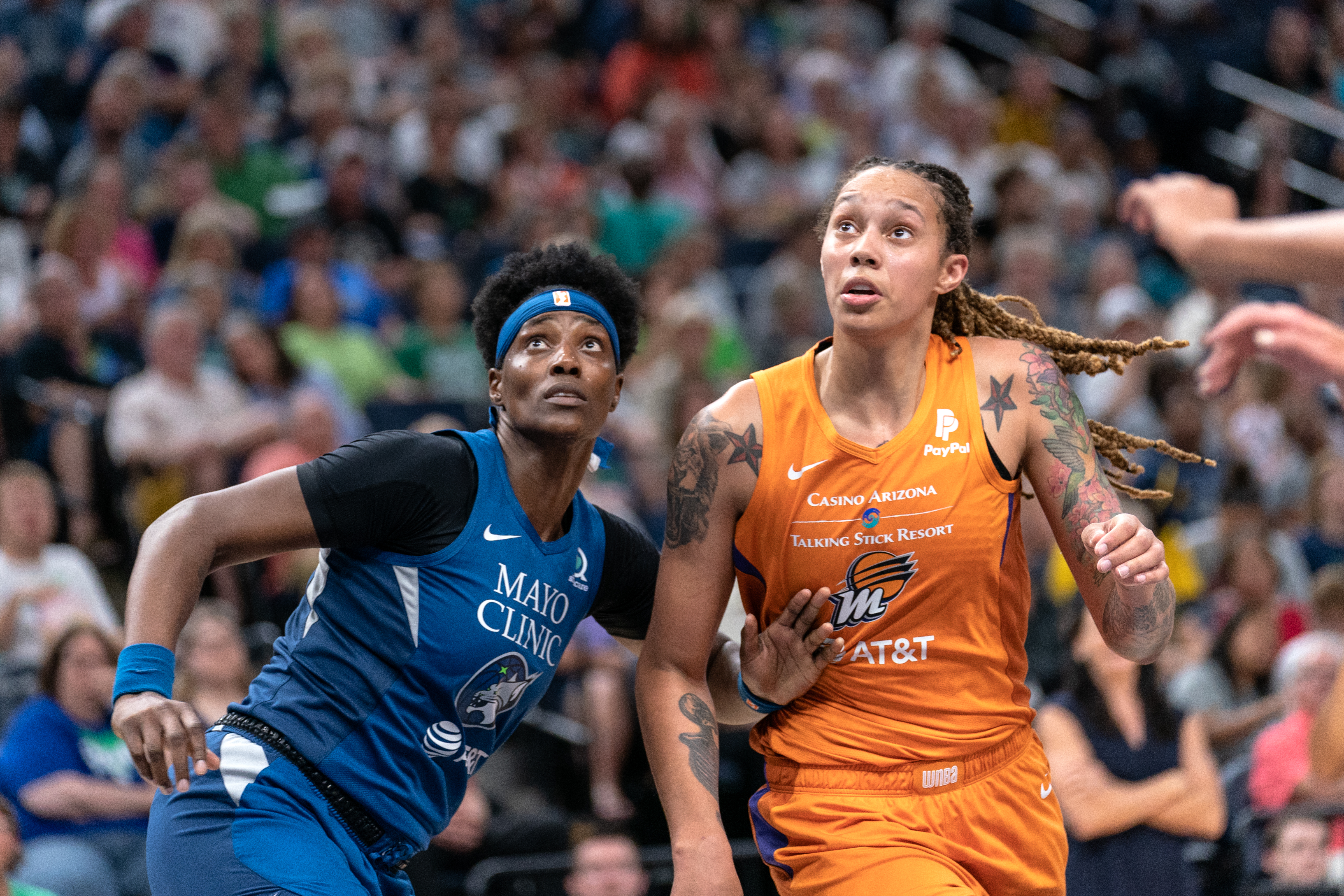
Griner (rechts) neben Sylvia Fowles beim Spiel der Phoenix Mercury gegen die Minnesota Lynx am 14. Juli 2019

Für Griner war die Saison 2019 von Höhen und Tiefen geprägt. Beim All-Star Game am 27. Juli 2019 in Las Vegas vollführte sie drei Dunks. Am 4. August 2019 gelang ihr im Spiel gegen die Washington Mystics der zweite Drei-Punkte-Linien-Wurf ihrer WNBA-Karriere. Insgesamt erzielte sie in dem Spiel 26 Punkte, 9 Rebounds, 8 Assists und 4 Blocks – eine Bilanz die seit 1990 ansonsten nur vier andere Center-Spieler aufzustellen vermochten: Die NBA-Spieler Shaquille O’Neal, Hakeem Olajuwon, David Robinson und Jusuf Nurkić.
Während des Spiels gegen die Dallas Wings am 10. August 2019 wurde Griner von der gegnerischen Spielerin Kristine Anigwe vorsätzlich geschlagen, woraufhin Griner auf Anigwe losging und ebenfalls Schläge austeilte. Griner musste von einem Schiedsrichter zurückgehalten werden und wurde zusammen mit Anigwe des Spielfelds verwiesen. In der Folge sperrte die WNBA Griner für drei Spiele, weil sie die Situation eskaliert hatte; Anigwe, die den Streit begonnen hatte, und Dallas-Forward Kayla Thornton, die sich in die Auseinandersetzung eingemischt und ebenfalls zur Eskalation beigetragen hatte, wurden für jeweils zwei Spiele gesperrt. Auch Diana Taurasi und Kaela Davis, die unerlaubt die Reservebank verlassen und in den Streit eingegriffen hatten, wurden für ein Spiel gesperrt. Griner äußerte später ihren Unmut darüber, dass sie von allen Beteiligten die höchste Strafe erhalten hatte: „Ich bekomme technische Fouls, weil ich mich in Spielen schütze, und unsportliche Fouls, weil sie (die Schiedsrichter) immer nur mich sehen. Vorher sehen sie nie etwas. Im Grunde bekomme ich diesen Sommer schon kein Gehalt mehr (wegen der Geldstrafen).“
Am 25. August 2019 erzielte Griner bei der 86:94-Niederlage gegen die Chicago Sky mit 34 Punkten den Saisonhöchstwert. Am Ende der regulären Saison wurde sie mit durchschnittlich 20,7 Punkten pro Spiel zum zweiten Mal in ihrer Karriere als beste Korbschützin der Liga ausgezeichnet. Sie führte die Liga in der siebten Saison in Folge bei der Anzahl der Blocks (2,0) pro Spiel an und wurde zur zweitwertvollsten WNBA-Spielerin (nach Elena Delle Donne auf Platz 1) gewählt. Im Ausscheidungsspiel der ersten Runde der Playoffs gegen Chicago Sky am 11. September 2019 musste Griner in der zweiten Hälfte des Spiels, das die Mercury 76:105 verloren, aufgrund einer Knieverletzung ausgewechselt werden.
Saison 2020
Im Februar 2020 verlängerte Griner ihren Vertrag bei Phoenix Mercury um weitere drei Jahre. Der neue Vertrag sicherte ihr für die Saison 2020 ein Gehalt von 215.000 US-Dollar zu. Aufgrund der COVID-19-Pandemie wurde die Saison 2020 auf 22 Spiele verkürzt, die alle ohne Zuschauer in der IMG Academy in Bradenton, Florida, ausgetragen wurden. Um einen Ausbruch des Virus unter den Spielerinnen zu verhindern, wurden sie für die Dauer der Saison von der Außenwelt isoliert. Nach zwölf Spielen beendete Griner die Saison aus persönlichen und zunächst nicht näher erläuterten Gründen mit durchschnittlich 17,7 Punkten, 7,5 Rebounds sowie 1,8 Blocks pro Spiel. Es war die erste Saison ihrer WNBA-Karriere, in der sie die Liga nicht als beste Blockerin anführte. Ohne sie beendeten die Mercury die Saison mit einer Bilanz von 13:9. Bei den Playoffs schafften sie es bis in die zweite Runde, wo sie im Ausscheidungsspiel gegen die Minnesota Lynx unterlagen.
Im Februar 2021 erklärte Griner, dass sie die Saison 2020 vorzeitig beendet habe, um sich um ihre psychische Gesundheit zu kümmern und psychologische Beratung in Anspruch zu nehmen: „Ich denke, mehr Menschen sollten offen sein, über psychische Probleme zu sprechen und sich selbst in den Mittelpunkt zu stellen. Bei mir hat das Wunder gewirkt. Ich bin jetzt an einem Punkt, an dem ich mich großartig fühle.“ Nach diversen Verletzungen hatte sie die Pause zudem zur Rehabilitation ihres Körpers genutzt.
Saison 2021
Nach ihrer Auszeit zeigte Griner in der regulären Saison 2021 ihre bisherigen WNBA-Bestleistungen bei der Drei-Punkte-Wurfquote (.444), der Freiwurfquote (.846) und der Anzahl der Rebounds (9,5) pro Spiel. Sie erzielte im Schnitt 20,5 Punkte und – wieder führend in der Liga – 1,9 Blocks pro Spiel der regulären Saison. In der Partie gegen die Las Vegas Aces am 7. Juli 2021 erreichte sie mit 33 Punkten ihr Saisonhoch beim Scoring. Während der Unterbrechung der Saison 2021 wegen den Olympischen Spielen in Tokio stand Griner abermals im Kader der US-Nationalmannschaft der Damen.
In den WNBA-Playoffs erzielte sie durchschnittlich 21,8 Punkte, 8,4 Rebounds sowie 1,6 Blocks je Spiel und wurde mit den Phoenix Mercury schließlich Vizemeisterin. Griner wurde in das WNBA All-Star Game 2021 gewählt und erneut als zweitwertvollste Spielerin der Liga (hinter Jonquel Jones auf Platz 1) ausgezeichnet. In der Saison 2021 war sie mit einem Gehalt von 221.450 US-Dollar neben Sue Bird, DeWanna Bonner, Liz Cambage, Elena Delle Donne, Skylar Diggins-Smith und Diana Taurasi die am besten bezahlte Spielerin der Liga. Im September 2021 wurde sie unter die 25 besten Spielerinnen in der Geschichte der WNBA gewählt.
Saison 2022
Aufgrund ihrer Inhaftierung in Russland war Griner an der Teilnahme bei der WNBA-Saison 2022 gehindert. Die Phoenix Mercury stellten ihren Vertrag unter Weiterzahlung ihres vollen Gehalts ruhend. Sie wurde ehrenhalber in die Startformation für das WNBA All-Star Game am 10. Juli 2022 gewählt. Ohne Griner schaffte Phoenix Mercury es bis in die erste Runde der Playoffs, wo sie von den Las Vegas Aces geschlagen wurden.

#### Ausländische Ligen
Wie viele ihrer WNBA-Kolleginnen spielt Griner während der Off-Season der nordamerikanischen Damen-Liga für ausländische Vereine, weil dort ein Vielfaches des WNBA-Tarifgehalts gezahlt wird. Die Spielerinnen bekommen bei den ausländischen Vereinen zudem Annehmlichkeiten wie persönliche Fahrer, Charterflüge zu Auswärtsspielen und Luxusunterkünfte geboten, die mit denen ihrer männlichen Kollegen in der NBA vergleichbar, in der WNBA jedoch unüblich oder laut Tarifvertrag untersagt sind.
Während der Saisonpause 2013/14 spielte Griner von November 2013 bis Februar 2014 als einziges nicht-chinesisches Teammitglied für den Verein Zhejiang Golden Bulls in der chinesischen Profiliga Women’s Chinese Basketball Association (WCBA) für ein Gehalt von geschätzten 600.000 US-Dollar. Sie kam als einzige Spielerin der Mannschaft bei allen 27 Partien zum Einsatz und erzielte dabei durchschnittlich 24,1 Punkte, 10,3 Rebounds sowie 3,7 Blocks. Als beste Blockerin und sechstbeste Korbschützin der Liga verhalf sie ihrer Mannschaft unter die vier besten Teams der WCBA.
In der Off-Season 2014/15 wechselte sie für den Zeitraum von November 2014 bis März 2015 zu Beijing Great Wall in Peking. Am 3. November 2014 wurden Griner und vier Teamkolleginnen vor einem Spiel in Shenyang von einem betrunkenen Mann beim Besteigen ihres Mannschaftsbusses mit einem Messer angegriffen. Griner trug bei der Attacke eine leichte Schnittverletzung am Ellenbogen davon. Der Angreifer wurde von Sicherheitskräften überwältigt; sein Motiv blieb unklar. Bei Beijing Great Wall kam Griner in 30 von 39 Partien zum Einsatz. Sie erzielte dabei im Durchschnitt 21,5 Punkte, 8,3 Rebounds sowie 3,8 Blocks pro Spiel. Am Ende der Saison wurde Griner mit ihrer Mannschaft chinesische Vizemeisterin, abermals die beste Blockerin und die fünftbeste Korbschützin der WBCA.
Von 2015 bis 2022 stand sie bei dem russischen Verein UGMK Jekaterinburg unter Vertrag. Bis 2017 spielte sie dort an der Seite ihrer Phoenix-Mercury-Teamkollegin Diana Taurasi und bis 2018 unter Trainer Olaf Lange, der sie bereits in der WNBA als Assistenztrainer gecoacht hatte. Mit UGMK Jekaterinburg gewann Griner sechsmal die Meisterschaft der Russian Women’s Basketball Premier League (2016–2021), viermal die Euroleague Women (2016, 2018, 2019 und 2021) sowie dreimal den SuperCup Women (2016, 2018 und 2019). In den Saisons 2018, 2019 und 2020 wurde sie zur wertvollsten Spielerin der russischen Premier League gewählt. Ihr Gehalt bei UGMK Jekaterinburg wurde auf rund 1 Million US-Dollar pro Saison beziffert. Ihr letztes Spiel in der Russian Premier League absolvierte sie am 26. Januar 2022 gegen Sparta&K aus Moskau. Im Euroleague-Spiel gegen die ungarische Basketballmannschaft Atomerőmű KSC Szekszárd stand sie am 29. Januar 2022 letztmals vor ihrer Verhaftung auf dem Spielfeld.

#### Nationalmannschaft
| Medaillenspiegel    |     |     |     |
| Olympische Spiele   | 2 × | 0 × | 0 × |
| Weltmeisterschaften | 2 × | 0 × | 0 × |

Im September 2011 spielte Griner als einzige College-Spielerin zwei Wochen lang unter Trainer Geno Auriemma für die Damen-Basketballnationalmannschaft der Vereinigten Staaten im Rahmen ihrer Trainingstour in Europa. Sie erzielte dabei im Durchschnitt 12,8 Punkte und 7,3 Rebounds pro Spiel. Im Februar 2012 wurde verkündet, dass Griner – als einzige und erste College-Spielerin seit 1988 – zu den 21 Finalistinnen im Wettbewerb um einen der 12 Plätze im US-Frauenbasketball-Team für die Olympischen Sommerspiele 2012 gehörte. Aufgrund der Erkrankung ihrer Mutter an Lupus und ihrer Verpflichtungen im Studium zog Griner ihren Namen jedoch im April 2012 aus dem Wettbewerb zurück.
Anlässlich der Basketball-Weltmeisterschaft der Damen 2014 in der Türkei stand Griner mit der Trikotnummer 15 zum ersten Mal im Kader der US-Nationalmannschaft. In der Vorrunde schlug ihr Team die chinesische Mannschaft mit 87:56, die serbische Mannschaft mit 94:74 und das Team aus Angola mit 119:44. Im Viertelfinale besiegten die USA die französische Mannschaft mit 94:72 und im Halbfinale bezwangen die Amerikanerinnen das australische Team mit 82:70, bevor sie schließlich im Finale gegen Spanien mit einem Spielstand von 77:64 den Weltmeistertitel holten. Neben Alba Torrens, Penny Taylor, Maya Moore und Sancho Lyttle wurde Griner mit einer Bilanz von 12,3 Punkten, 6,3 Rebounds und 2,0 Blocks in das All-Tournament Team – die besten fünf Spielerinnen des Turniers – gewählt.
Bei den Olympischen Sommerspielen 2016 in Rio de Janeiro schlug Griner mit dem US-Team in der Gruppenphase die Mannschaft des Senegal mit 121:56, Spanien mit 103:63, Serbien mit 110:84, Kanada mit 81:51 und die Volksrepublik China mit 105:62. Nach dem Viertelfinale, in dem die Amerikanerinnen das japanische Team mit 110:64 schlugen, besiegten sie im Halbfinale die Französinnen mit 86:67. Beim Finalspiel am 20. August 2016 gegen Spanien gewann Griner mit ihrer Mannschaft mit einer Bilanz von 101:72 ihre erste olympische Goldmedaille. Im Durchschnitt erzielte sie bei dem Turnier 9,8 Punkte, 5,9 Rebounds, 0,5 Assists und 1,4 Blocks pro Spiel.
Im September 2018 trat Griner mit der US-Nationalmannschaft zur Titelverteidigung bei der Basketball-Weltmeisterschaft der Damen in Spanien an. Aufgrund einer Knöchelverletzung kam sie erst im dritten Gruppenspiel gegen die lettische Nationalmannschaft zum Einsatz, das die USA mit 102:76 gewannen und bei dem Griner innerhalb von 13:25 Minuten 15 Punkte bei sechs von acht Würfen aus dem Feld erzielte. Im Halbfinale gegen die Mannschaft aus Belgien holte Griner den 10.000. WM-Punkt für die USA, was in der Geschichte der FIBA-Damenweltmeisterschaft noch keinem Team zuvor gelungen war. Im Finalspiel gegen die australische Nationalmannschaft, die von Griners damaliger Phoenix-Mercury-Cheftrainerin Sandy Brondello gecoacht wurde, trug Griners Verteidigungsleistung entscheidend zum erneuten WM-Sieg mit einem Endstand von 73:56 bei. Mit 15 Punkten wurde sie außerdem die beste Korbschützin des WM-Finales.
Bei den Olympischen Sommerspielen 2020 in Tokio, die bedingt durch die COVID-19-Pandemie erst im Juli und August 2021 stattfanden, kam Griner bei allen sechs Spielen des US-Teams zum Einsatz. Mit durchschnittlich 16,5 Punkten, 7,2 Rebounds und 1,5 Blocks trug sie dazu bei, dass die USA ungeschlagen ins Endspiel gegen die japanische Nationalmannschaft einzogen. Am Finaltag stellte Griner mit 30 Punkten einen neuen Wurfrekord im olympischen Endspiel auf und holte schließlich nach einem 90:75-Sieg der US-Mannschaft ihre zweite olympische Goldmedaille.
Bei der Entscheidung über die Vergabe der Plätze im Kader der US-Nationalmannschaft für die Weltmeisterschaft 2022 in Australien konnte sie aufgrund ihrer Inhaftierung nicht berücksichtigt werden. Insgesamt hat Griner bislang 45 Länderspiele (inklusive Qualifikations- und Trainingsspielen) absolviert (Stand: 2022).
Bei den Olympischen Spielen 2024 in Paris gewann sie ihre dritte olympische Goldmedaille.

### Abseits des Spielfelds

#### Privatleben
Seit ihrem öffentlichen Coming-out in einem Interview mit Sports Illustrated im Jahr 2013 lebt Griner offen lesbisch. Zu diesem Schritt sagte sie: „Wenn ich zeigen kann, dass ich out bin und mich gut damit fühle und alles okay ist, dann wird sich eine jüngere Generation hoffentlich auch so fühlen können.“ Sie selbst habe während ihrer Zeit an der Baylor University darunter gelitten, sich nicht zu ihrer sexuellen Orientierung äußern zu dürfen: „Es war eine Rekrutierungssache. Die Trainer dachten, dass die Leute ihre Kinder nicht für Baylor spielen lassen würden, wenn es so aussähe, als würden sie es [Homosexualität] gutheißen.“
Am 15. August 2014 gab Griner ihre Verlobung mit der damaligen Tulsa-Shock-Spielerin Glory Johnson bekannt. Für die am 30. Januar 2015 auf TLC ausgestrahlte Folge Love and Basketball der Reality-TV-Serie Say Yes to the Dress: Atlanta ließ sich das Paar beim Aussuchen eines Brautkleids für Johnson von einem Kamerateam begleiten. Am 22. April 2015 wurden Griner und Johnson nach einer häuslichen Auseinandersetzung verhaftet, bei der sie sich gegenseitig körperliche Verletzungen zugefügt hatten. Griner bekannte sich des Disorderly Conduct schuldig und unterzog sich einer Therapie zur Prävention häuslicher Gewalt. Am 8. Mai 2015 heiratete das Paar. Johnson gab am 4. Juni 2015 ihre Schwangerschaft mit Zwillingen bekannt, die mit ihren Eizellen und durch In-vitro-Fertilisation gezeugt worden waren. Einen Tag später beantragte Griner die Annullierung der Ehe mit der Begründung, dass Johnson untreu gewesen sei und sie unter Druck gesetzt habe, die Ehe einzugehen. Nachdem der Annullierungsantrag von einem Gericht abgelehnt worden war, wurde die Ehe im Juni 2016 geschieden. Griner wurde zur Zahlung von Unterhalt für die am 12. Oktober 2015 geborenen Zwillinge verpflichtet.
Seit Juni 2019 ist sie mit Cherelle Griner (geb. Watson) verheiratet, die sie während ihres Studiums an der Baylor University kennengelernt hatte und mit der sie ab August 2018 verlobt war. In ihrer Freizeit fährt Griner Skateboard. Außerdem interessiert sie sich für Comics und Extremsportarten. Sie bevorzugt einen maskulinen Kleidungsstil und lehnte den Schminkkurs ab, den die WNBA ihren Rookie-Spielerinnen zum Karrierebeginn anbietet. Zeitgenossen beschreiben Griner als „Skater-Kid im Körper einer Basketballspielerin“ mit einer albernen bis unreifen Seite. Sie gilt als authentisch, zugänglich, charmant, bescheiden, mutig, provokativ und beliebt bei ihren Teamkolleginnen.

#### Soziales Engagement
Griner engagiert sich für verschiedene soziale Projekte. Im August 2016 startete sie die Spendenaktion BG’s Heart and Sole Shoe Drive, bei der 500 Paar Schuhe für Obdachlose in Phoenix gesammelt wurden. Im Juli 2017 spendete sie 5.000 US-Dollar an die gemeinnützige LGBTQ-Jugendorganisation One-N-Ten in Phoenix, nachdem diese Opfer einer Brandstiftung geworden war. Im Jahr 2019 riefen Griner und ABUS die Aktion „Brittney Blocks“ ins Leben, bei der das Unternehmen 50 US-Dollar für jeden von ihr während der Saison geblockten Wurf für gemeinnützige Zwecke spendet. Gemeinsam mit Deandre Ayton sammelte sie im Juni 2020 Spenden für die COVID-19-Hilfe und Projekte für soziale Gerechtigkeit im Rahmen der Black-Lives-Matter-Bewegung. Selbst ein Opfer von Mobbing, unterstützt Griner außerdem das It Gets Better Project.
In der Saison 2020 blieb Griner vor jedem Spiel aus Protest gegen soziale Ungerechtigkeit und Polizeigewalt gegenüber Schwarzen während der US-Nationalhymne in der Umkleidekabine. Sie erklärte, dass ihr Fernbleiben nichts mit mangelndem Respekt für ihr Land, auf das sie sehr stolz sei, zu tun habe. Vielmehr wolle sie jeden dazu herausfordern, mehr gegen die Missstände zu unternehmen. Außerdem trug sie den Namen der Afroamerikanerin Breonna Taylor auf ihrem Trikot, die im März 2020 in ihrer eigenen Wohnung von Polizisten erschossen worden war.

#### Inhaftierung in Russland und Gefangenenaustausch
Am 17. Februar 2022 wurde Griner bei der Einreise nach Russland am Flughafen Moskau-Scheremetjewo festgenommen. Ihr wurde illegaler Drogenbesitz und -schmuggel vorgeworfen, nachdem laut russischen Behördenangaben Vape-Kartuschen für E-Zigaretten mit 0,5 Gramm Haschischöl in ihrem Gepäck gefunden worden waren.
Vor dem Hintergrund des russischen Überfalls auf die Ukraine am 24. Februar 2022 wurde Griners Festnahme zum Politikum. Am 3. Mai 2022 erklärte das US-Außenministerium, dass sie zu Unrecht festgehalten werde, und das US-Repräsentantenhaus verabschiedete eine parteiübergreifende Resolution, in der Russland zur sofortigen Freilassung der Sportlerin aufgefordert wird. Zudem wurde der Sonderbeauftragte für Geiselangelegenheiten der US-Regierung mit dem Fall betraut. US-Senator Tim Kaine äußerte, dass Griners Verfahren von den russischen Behörden absichtlich in die Länge gezogen werde, um sie als Verhandlungsmasse gegen die US-Regierung zu benutzen.
Am 1. Juli 2022 begann vor einem Strafgericht in Chimki der Prozess gegen Griner, in dem sie sich schuldig bekannte. Sie habe nicht gegen das Gesetz verstoßen wollen, sondern übereilt gepackt und dabei das Haschischöl, dessen Besitz in ihrer Heimat Arizona legal ist, versehentlich mitgenommen. Ihre Anwälte trugen außerdem vor, dass ihr das Öl aufgrund einer chronischen Verletzung zu medizinischen Zwecken von einem Arzt verschrieben worden sei.
In einem Brief an US-Präsident Joe Biden, der ihm am 4. Juli 2022 übermittelt wurde, bat Griner um Hilfe: „Ich sitze hier in einem russischen Gefängnis, allein mit meinen Gedanken und ohne den Schutz meiner Frau, meiner Familie, meiner Freunde, meines Olympiatrikots oder jedweder Errungenschaften […] Es graut mir davor, dass ich für immer hier sein könnte. […] Ich habe 2020 zum ersten Mal gewählt, und ich habe Sie gewählt. Ich glaube an Sie.“ Biden antwortete ihr in einem persönlichen Brief und nahm mit Vizepräsidentin Kamala Harris Kontakt zu Griners Ehefrau auf.
Am 27. Juli 2022 wurde bekannt, dass die US-Regierung Russland einen Gefangenenaustausch angeboten hat. Medienberichten zufolge sollte der in den USA inhaftierte russische Waffenhändler Wiktor But gegen Griner und den ebenfalls in Russland festgehaltenen US-Amerikaner Paul Whelan ausgetauscht werden. Das US-Außenministerium bestätigte jedoch nicht, dass But ein Teil des Deals sei. Russland soll dagegen vorgeschlagen haben, Griner für den in Deutschland inhaftierten Mörder und FSB-Agenten Vadim Krasikov auszutauschen.
Am 4. August 2022 wurde Griner zu einer Freiheitsstrafe von neun Jahren sowie einer Geldstrafe von einer Million Rubel (umgerechnet rund 16.000 Euro) verurteilt. Der Rechtsexperte Arseni Lewinson bezeichnete das Urteil als außergewöhnlich hart. Seit 2018 seien Angeklagte für das gleiche Delikt maximal zu acht Jahren Haft verurteilt worden, knapp die Hälfte habe weniger als fünf Jahre oder eine Bewährungsstrafe erhalten. Griners Anwälte legten Berufung gegen das Urteil ein, die Ende Oktober 2022 abgewiesen wurde.
Am 4. November 2022 wurde Griner in ein russisches Straflager verlegt, dessen Ort als unbekannt galt. Am 17. November gaben ihre Anwälte bekannt, dass Griner ihre Strafe in der Strafkolonie IK-2 in der russischen Teilrepublik Mordowien angetreten habe. Lager in Mordowien sind für ihre rauen Bedingungen und mangelhafte Gesundheitsversorgung berüchtigt. Bereits am nächsten Tag signalisierte die Führung in Moskau erneut Interesse an einem Gefangenenaustausch, in dem Griner gegen But ausgetauscht werden könnte.
Am 8. Dezember kam es zum Gefangenenaustausch in den Vereinigten Arabischen Emiraten, wo Griner auf Anweisung von US-Präsident Biden gegen den Waffenhändler Wiktor But ausgetauscht wurde. Der Austausch wurde von verschiedenen Seiten kritisiert, Oppositionsführer Kevin McCarthy betonte, dass US-Amerikaner in aller Welt durch die Aktion in Gefahr gebracht würden. Sie könnten nun festgehalten werden, um die USA zu erpressen.

## Spielweise

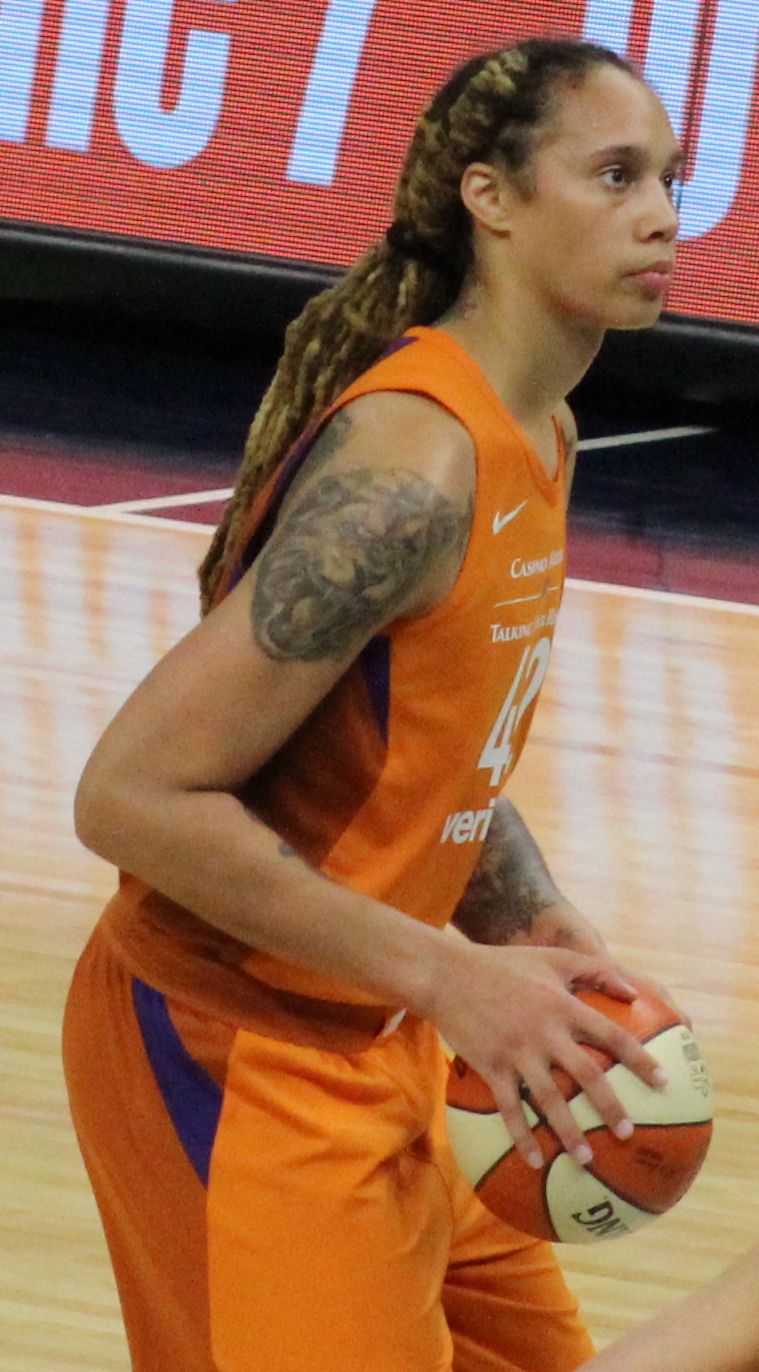
Brittney Griner (2018)

Griner gilt als eine der besten sowie dominantesten Spielerinnen im Frauenbasketball und ist eine von bislang nur elf Frauen, die sowohl die NCAA- und WNBA-Meisterschaft als auch den Weltmeistertitel und olympisches Gold gewonnen haben („Grand Slam des Frauenbasketballs“). Sie zeichnet sich nicht dadurch aus, dass sie die geschickteste oder athletischste Spielerin ist, sondern durch eine Kombination aus Größe, Athletik und Können, die ihresgleichen sucht, und mit der sie eine neue Dimension im Basketballspiel der Frauen geschaffen hat.
Mit ihrer Körpergröße von 2,03 Metern, einem Gewicht von 92–94 kg, einer Armspannweite von rund 222 cm und Händen, die größer sind als die von LeBron James, gehört sie zu den größten Spielerinnen der WNBA und wird hauptsächlich auf der Position des Centers eingesetzt. Sie verfügt über ein herausragendes Talent, gegnerische Würfe zu blocken, und ist berühmt für ihre – unter weiblichen Basketballspielern seltene – Fähigkeit zu dunken. Bereits während ihrer Schulzeit brachte sie es in einem einzigen Spiel auf 25 Blocks und führte in 32 Spielen ihrer Mannschaft insgesamt 52 Slam Dunks aus. Schon damals beherrschte sie mehrere Variationen des Wurfs: ein- und beidhändig, vorwärts, rückwärts, aus dem Stand sowie einen 360°-Dunk. In der WNBA ist Griner für 17 von den insgesamt 20 Dunks verantwortlich, die in den 25 regulären Saisons bis September 2021 vollführt wurden. Ihre Dunks bringen „Schwung ins Spiel“ und begeistern das Publikum. Als Rookie erlernte sie während des WNBA-Trainingcamps Spielzüge wie den Pick and Roll und unter Anleitung von Kareem Abdul-Jabbar den Sky Hook.
Ihre Spielweise in der NCAA-Liga wurde von einem Sportjournalisten wie folgt beschrieben: „Während ihre Antizipation, ihr Stellungsspiel und ihre Beinarbeit mit denen der Besten mithalten können, ist sie weder die schnellste Spielerin noch die explosivste Springerin […] Griners Offensivspiel basiert auf ihrer Fähigkeit, sich mit einem Ausfallschritt abzusetzen und kleinere Verteidigerinnen zu überspielen.“ Ihre frühere Phoenix-Mercury-Cheftrainerin Sandy Brondello bezeichnete Griner als „eine wirklich gute Spielmacherin“. Im Gegensatz zu vielen anderen Spielerinnen ihrer Körpergröße könne sie sich anmutig bewegen, was ihr in der Verteidigung helfe. Als Offensivspielerin frage man sich immer, wo sie gerade ist. Corey Gaines, ehemaliger Head Coach der Phoenix Mercury, sagte über Griner: „Sie kann verteidigen, rebounden, punkten, passen und den Ball laufen lassen. Sie hat das ganze Paket. Sie bereitet den Gegnerinnen eine Menge Probleme […].“

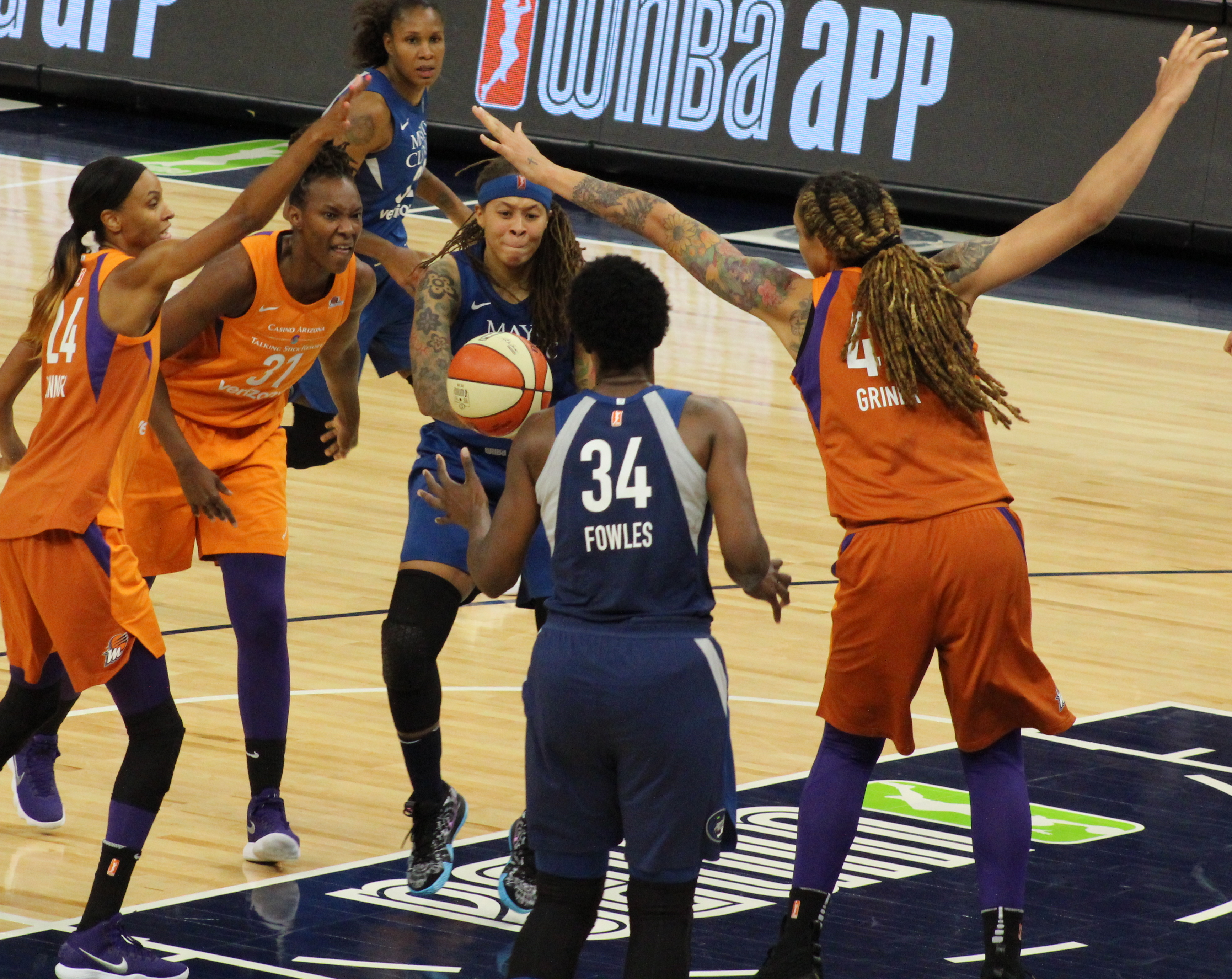
Brittney Griner (rechts) in der Saison 2018 bei einem Spiel gegen die Minnesota Lynx

Durch ihre langarmige Präsenz zwingt sie Gegenspielerinnen häufig dazu, den Ball aus weiterer Entfernung auf den Korb zu werfen. Ihre Anwesenheit auf dem Spielfeld bringt gegnerische Mannschaften dazu, ihre ganze Spielstrategie zu ändern und sie wie keine andere Spielerin während der Partie zu bewachen. Gegnerinnen versuchen Griners Größenvorteil zu neutralisieren, indem sie sie schubsen, wegdrängen und verärgern, in der Hoffnung, dass sie entweder passiv wird oder die Beherrschung verliert und aus dem Spiel genommen wird. Diese Taktik führt nicht selten zum Erfolg: Griner setzte sich bereits mehrfach gegen Fouls gegnerischer Spielerinnen mit einem Gegen-Foul zur Wehr und wurde von den Schiedsrichtern daraufhin oft härter bestraft als die Spielerin, von der sie zuerst gefoult wurde. Sie gehört inzwischen zu den am meisten bestraften Spielerinnen der WNBA.
Griner wird häufig nachgesagt, dass ihre sportlichen Leistungen nicht in vorherrschende Geschlechterrollen passe und ist damit Sexismus ausgesetzt. Ihre Überlegenheit auf dem Spielfeld und die Wirkung ihrer Körpergröße auf die gegnerische Offensive wurde mit der von Wilt Chamberlain in seinen frühen NBA-Jahren sowie Bill Russell verglichen. Weitere Vergleiche aufgrund ihrer Größe wurden zu Abdul-Jabbar, Andrew Bynum und Yao Ming angestellt. Da sie nicht nur eine hervorragende Verteidigerin, sondern auch stark im Angriff ist, wurden zudem Parallelen zu Bill Walton gezogen. Dallas-Mavericks-Eigentümer Mark Cuban äußerte im Jahr 2013, dass er ihr die Chance geben würde, sich in der NBA zu beweisen, woraufhin Griner erwiderte, dass sie die Herausforderung annehmen würde. Kritiker halten sie jedoch für nicht groß, stark und schnell genug, um auf ihrer Position in der Liga der Männer mithalten zu können.

## Spielstatistik

### Varsity Girls Basketball
| Saison    | Jahrgangsstufe | Team                | GP | RPG  | APG | SPG | BPG | TO  | PPG  |
| --------- | -------------- | ------------------- | -- | ---- | --- | --- | --- | --- | ---- |
| 2007/2008 | Junior         | Nimitz Lady Cougars | 28 | 12.3 | 1.9 | 1.5 | 5.9 | 1.5 | 24.6 |
| 2008/2009 | Senior         | Nimitz Lady Cougars | 39 | 12.3 | 2.4 | 2.6 | 7.7 | 1.0 | 27.5 |
| Gesamt    | Gesamt         | Gesamt              | 67 | 12.3 | 2.2 | 2.1 | 6.9 | 1.3 | 26.3 |

Quelle:

### NCAA Women’s Basketball
| Saison      | Team   | GP  | GS  | MPG  | FG % | 3P % | FT % | RPG | APG | SPG | BPG | TO  | PPG  |
| ----------- | ------ | --- | --- | ---- | ---- | ---- | ---- | --- | --- | --- | --- | --- | ---- |
| 2009/2010   | Baylor | 35  | 35  | 33.5 | .503 | .000 | .684 | 8.5 | 1.0 | 0.5 | 6.4 | 2.6 | 18.4 |
| 2010/2011   | Baylor | 37  | 37  | 31.8 | .543 | .500 | .777 | 7.8 | 1.4 | 0.4 | 4.6 | 2.2 | 23.0 |
| 2011/2012 ★ | Baylor | 40  | 40  | 32.7 | .609 | .500 | .800 | 9.5 | 1.6 | 0.6 | 5.2 | 1.6 | 23.2 |
| 2012/2013   | Baylor | 36  | 36  | 30.3 | .607 | .000 | .712 | 9.4 | 2.4 | 0.7 | 4.1 | 2.0 | 23.8 |
| Gesamt      | Gesamt | 148 | 148 | 32.0 | .569 | .400 | .747 | 8.8 | 1.6 | 0.5 | 5.1 | 2.1 | 22.2 |

Quelle:

### Reguläre WNBA-Saison
| Saison | Team            | GP  | GS  | MPG  | FG %   | 3P % | FT % | RPG | APG | SPG | BPG   | TO  | PPG    |
| ------ | --------------- | --- | --- | ---- | ------ | ---- | ---- | --- | --- | --- | ----- | --- | ------ |
| 2013   | Phoenix Mercury | 27  | 27  | 25.9 | .556   | .000 | .724 | 6.3 | 1.0 | 0.4 | △ 3.0 | 1.7 | 12.6   |
| 2014 ★ | Phoenix Mercury | 34  | 34  | 30.7 | .578   | .000 | .802 | 8.0 | 1.6 | 0.6 | △ 3.7 | 1.9 | 15.6   |
| 2015   | Phoenix Mercury | 26  | 26  | 30.7 | △ .565 | .000 | .773 | 8.1 | 1.3 | 0.3 | ▲ 4.0 | 2.2 | 15.1   |
| 2016   | Phoenix Mercury | 34  | 34  | 29.2 | .548   | .000 | .831 | 6.5 | 1.0 | 0.3 | △ 3.1 | 2.1 | 14.5   |
| 2017   | Phoenix Mercury | 26  | 26  | 31.5 | .577   | .000 | .812 | 7.6 | 1.9 | 0.6 | △ 2.5 | 2.5 | △ 21.9 |
| 2018   | Phoenix Mercury | 34  | 34  | 32.6 | .544   | .250 | .800 | 7.7 | 2.1 | 0.5 | △ 2.6 | 2.4 | 20.5   |
| 2019   | Phoenix Mercury | 31  | 31  | 32.8 | .564   | .333 | .808 | 7.2 | 2.4 | 0.7 | △ 2.0 | 2.5 | △ 20.7 |
| 2020   | Phoenix Mercury | 12  | 12  | 31.8 | .497   | .000 | .809 | 7.5 | 3.0 | 0.3 | 1.8   | 2.5 | 17.7   |
| 2021 ☆ | Phoenix Mercury | 30  | 30  | 32.8 | .575   | .444 | .846 | 9.5 | 2.7 | 0.4 | △ 1.9 | 2.2 | 20.5   |
| 2022   | Phoenix Mercury | −   | −   | −    | −      | −    | −    | −   | −   | −   | −     | −   | −      |
| Gesamt | Gesamt          | 254 | 254 | 30.9 | .560   | .353 | .804 | 7.6 | 1.8 | 0.5 | ▲ 2.8 | 2.2 | 17.7   |

Quelle:
In der WNBA-Saison 2020 absolvierte Griner aus persönlichen Gründen nur die ersten 12 Spiele der regulären Saison. Aufgrund ihrer Inhaftierung war Griner an der Teilnahme bei der regulären Saison 2022 gehindert.

### WNBA-Playoffs
| Saison | Team            | GP | GS | MPG  | FG % | 3P % | FT % | RPG | APG | SPG | BPG   | TO  | PPG  |
| ------ | --------------- | -- | -- | ---- | ---- | ---- | ---- | --- | --- | --- | ----- | --- | ---- |
| 2013   | Phoenix Mercury | 5  | 5  | 26.6 | .533 | .000 | .556 | 6.4 | 0.2 | 0.2 | 0.8   | 1.6 | 10.6 |
| 2014 ★ | Phoenix Mercury | 7  | 7  | 31.0 | .627 | .000 | .920 | 6.0 | 1.6 | 0.4 | △ 3.4 | 1.9 | 16.7 |
| 2015   | Phoenix Mercury | 4  | 4  | 29.7 | .583 | .000 | .885 | 8.0 | 1.3 | 0.7 | △ 4.5 | 2.0 | 16.3 |
| 2016   | Phoenix Mercury | 5  | 5  | 31.2 | .643 | .000 | .813 | 6.0 | 1.6 | 0.6 | 2.2   | 2.2 | 13.4 |
| 2017   | Phoenix Mercury | 5  | 5  | 36.8 | .407 | .000 | .795 | 7.0 | 2.0 | 0.6 | 1.6   | 2.4 | 20.2 |
| 2018   | Phoenix Mercury | 7  | 7  | 36.4 | .631 | .000 | .750 | 8.0 | 3.1 | 0.7 | 2.2   | 1.7 | 21.6 |
| 2019   | Phoenix Mercury | 1  | 1  | 13.8 | .375 | .000 | .000 | 3.0 | 0.0 | 0.0 | 1.0   | 1.0 | 6.0  |
| 2020   | Phoenix Mercury | −  | −  | −    | −    | −    | −    | −   | −   | −   | −     | −   | −    |
| 2021 ☆ | Phoenix Mercury | 11 | 11 | 35.1 | .562 | .000 | .800 | 8.4 | 3.0 | 0.4 | 1.6   | 2.1 | 21.8 |
| 2022   | Phoenix Mercury | −  | −  | −    | −    | −    | −    | −   | −   | −   | −     | −   | −    |
| Gesamt | Gesamt          | 45 | 45 | 32.5 | .562 | .000 | .808 | 7.2 | 2.0 | 0.5 | 2.2   | 2.0 | 17.8 |

Quelle:
In der WNBA-Saison 2020 nahm Griner aus persönlichen Gründen nicht an den Playoffs teil. Aufgrund ihrer Inhaftierung war Griner an der Teilnahme bei den Playoffs 2022 gehindert.

### WCBA
| Saison      | Team                  | GP | MPG  | FG % | FT % | RPG  | APG | SPG | BPG   | TO  | PPG  |
| ----------- | --------------------- | -- | ---- | ---- | ---- | ---- | --- | --- | ----- | --- | ---- |
| 2013/2014   | Zhejiang Golden Bulls | 27 | 9.8  | .646 | .758 | 10.3 | 1.7 | 0.8 | △ 3.7 | 2.0 | 24.1 |
| 2014/2015 ☆ | Beijing Great Wall    | 30 | 13.7 | .611 | .758 | 8.3  | 1.3 | 1.1 | △ 3.8 | 2.2 | 21.5 |
| Gesamt      | Gesamt                | 57 | 11.8 | .629 | .758 | 9.3  | 1.5 | 1.0 | △ 3.8 | 2.1 | 22.8 |

Quelle:

### Russian Premier League
| Saison      | Team               | GP    | RPG   | APG   | BPG | PPG  |
| ----------- | ------------------ | ----- | ----- | ----- | --- | ---- |
| 2015/2016 ★ | UGMK Jekaterinburg | k. A. | k. A. | k. A. | 2.1 | 15.1 |
| 2016/2017 ★ | UGMK Jekaterinburg | k. A. | k. A. | k. A. | 1.1 | 17.1 |
| 2017/2018 ★ | UGMK Jekaterinburg | k. A. | 6.6   | k. A. | 1.6 | 19.5 |
| 2018/2019 ★ | UGMK Jekaterinburg | k. A. | k. A. | k. A. | 1.8 | 18.1 |
| 2019/2020 ★ | UGMK Jekaterinburg | k. A. | 7.7   | k. A. | 1.3 | 20.4 |
| 2020/2021 ★ | UGMK Jekaterinburg | 7     | 7.0   | 1.7   | 1.6 | 21.1 |
| 2021/2022 ☆ | UGMK Jekaterinburg | 4     | 5.0   | 2.0   | 1.3 | 20.5 |
| Gesamt      | Gesamt             | k. A. | 6.6   | 1.9   | 1.5 | 18.8 |

Quelle:
Aufgrund ihrer Inhaftierung im Februar 2022 kam Griner in der Saison 2021/22 nur bei vier Spielen zum Einsatz.

### Euroleague Women
| Saison      | Team               | GP | MPG   | FG %  | FT %  | RPG | APG | SPG   | BPG   | TO    | PPG  |
| ----------- | ------------------ | -- | ----- | ----- | ----- | --- | --- | ----- | ----- | ----- | ---- |
| 2015/2016 ★ | UGMK Jekaterinburg | 19 | k. A. | k. A. | k. A. | 6.7 | 0.8 | k. A. | k. A. | k. A. | 12.5 |
| 2016/2017   | UGMK Jekaterinburg | 18 | 24.7  | .604  | .814  | 6.4 | 1.1 | 0.8   | 2.3   | 1.3   | 15.9 |
| 2017/2018 ★ | UGMK Jekaterinburg | 18 | 28.6  | .517  | .743  | 5.8 | 0.7 | 0.5   | 2.3   | 1.5   | 16.9 |
| 2018/2019 ★ | UGMK Jekaterinburg | 17 | 27.8  | .571  | .731  | 8.0 | 0.9 | 0.6   | 2.1   | 1.9   | 15.2 |
| 2019/2020   | UGMK Jekaterinburg | 13 | 23.1  | .636  | .729  | 6.7 | 1.9 | 0.3   | 1.8   | 1.6   | 16.2 |
| 2020/2021 ★ | UGMK Jekaterinburg | 7  | 20.6  | .548  | .826  | 7.1 | 1.6 | 0.1   | 0.1   | 1.7   | 14.1 |
| 2021/2022   | UGMK Jekaterinburg | 5  | 17.2  | .574  | .923  | 4.2 | 1.6 | 0     | 0.4   | 1.6   | 13.2 |
| Gesamt      | Gesamt             | 97 | 23.7  | .575  | .794  | 6.4 | 1.2 | 0.4   | 1.5   | 1.6   | 14.8 |

Quelle:
Aufgrund ihrer Inhaftierung im Februar 2022 kam Griner in der Saison 2021/22 nur bei fünf Spielen zum Einsatz.

### Nationalmannschaft
| Jahr   | Medaille | Team               | GP | MPG  | FG % | FT % | RPG | APG | SPG | BPG | TO  | PPG  |
| ------ | -------- | ------------------ | -- | ---- | ---- | ---- | --- | --- | --- | --- | --- | ---- |
| 2014   | Gold     | Vereinigte Staaten | 6  | 19.2 | .667 | .609 | 6.2 | 1.3 | 0.5 | 2.0 | 1.8 | 12.3 |
| 2016   | Gold     | Vereinigte Staaten | 8  | 16.0 | .692 | .750 | 5.9 | 0.5 | 0.4 | 1.4 | 2.3 | 9.8  |
| 2018   | Gold     | Vereinigte Staaten | 4  | 20.8 | .500 | .813 | 5   | 1   | 1.3 | 1.5 | 2.0 | 12.8 |
| 2020   | Gold     | Vereinigte Staaten | 6  | 22.2 | .689 | .789 | 7.2 | 1.2 | 0.7 | 1.5 | 2.0 | 16.5 |
| Gesamt | Gesamt   | Gesamt             | 24 | 19.6 | .637 | .740 | 6.1 | 1   | 0.7 | 1.6 | 2.0 | 12.9 |

Quelle:
Verletzungsbedingt kam Griner bei der WM 2018 erst ab dem dritten Spiel ihrer Mannschaft zum Einsatz.

## Erfolge und Auszeichnungen
Professionelle Karriere
- FIBA-Weltmeisterin (2014, 2018)
- Most Valuable Player des WM-Finalspiels 2014
- All-Tournament Team (die besten fünf Spielerinnen) bei der WM 2014
- Olympiasiegerin (2016, 2020)
- WNBA-Meisterin (2014)
- WNBA-Vizemeisterin (2021)
- WNBA Most Valuable Player Runner-up (2019, 2021)
- WNBA Defensive Player of the Year Award (2014, 2015)
- WNBA Peak Performer nach Punkten (2017, 2019)
- WNBA All-Star (2013–2019, 2021 und ehrenhalber 2022)
- WNBA All-Rookie Team (2013)
- All-WNBA First Team (2014, 2019, 2021)
- All-WNBA Second Team (2015, 2017, 2018)
- All-WNBA Defensive First Team (2014, 2015, 2018)
- All-WNBA Defensive Second Team (2016, 2017, 2019, 2021)
- WNBA Western Conference Player of the Month (August 2019)
- WNBA Western Conference Player of the Week (8 ×)[124]
- 25 Greatest Players in WNBA History (2021)
- WCBA-Vizemeisterin (2014/15)
- Russian-Premier-League-Meisterin (2016–2021)
- Most Valuable Player der Russian Premier League (2018–2020)
- Euroleague-Gewinnerin (2016, 2018, 2019, 2021)
- Gewinnerin des FIBA Europe SuperCup Women (2016, 2018, 2019)

High-School- und College-Basketball
- WBCA High School Player of the Year (2009)
- USBWA National Freshman of the Year (2009/10)
- NCAA Division I Basketball Championship (2011/12)
- NCAA Basketball Tournament Most Outstanding Player (2012)
- NCAA Big 12 Player of the Year (2011–2013)
- NCAA Big 12 Defensive Player of the Year (2010–2013)
- Wade Trophy (2011/12, 2012/13)
- Naismith College Player of the Year (2012, 2013)
- John R. Wooden Award (2012, 2013)
- Ann Meyers Drysdale Award (2012, 2013)
- Best Female Athlete ESPY Award (2012)
- Nominierung für den Best Female Athlete ESPY Award (2013)
- Best Female College Athlete ESPY Award (2012, 2013)
- AP Player of the Year (2012, 2013)
- AP All-America First Team (2010/11, 2011/12, 2012/13)
- AP All-America Second Team (2009/10)

Sonstige
- GLAAD Media Award (2013)
- Nominierung für den BET Award als Sportsfrau des Jahres (2015, 2022)
- WNBA Community Assist Award (Juni 2017)

## Rezeption

### WNBA-Superstar und LGBTQ-Ikone
Die als „Wunderkind“ und „Superstar“ beschriebene Brittney Griner zählt zu den bekanntesten Basketballspielerinnen der Welt und gilt sowohl auf als auch jenseits des Spielfelds als Wegbereiterin für nachfolgende Generationen von Athletinnen. Mit ihren sportlichen Fähigkeiten und Erfolgen veränderte sie nicht nur das Basketballspiel der Frauen, sondern sorgte durch ihr öffentliches Coming-out und ihrem androgynen Erscheinungsbild auch für eine veränderte Wahrnehmung der WNBA der Geschlechterrollen im Sport.
Eine offen lesbische Afroamerikanerin mit Tätowierungen und Dreadlocks, die nicht den traditionellen Standards von Feminität entspricht, wäre zur Anfangszeit der WNBA in den 1990er-Jahren als Vorzeigegesicht der Liga noch undenkbar gewesen. Nach ihrem öffentlichen Coming-out im Jahr 2013 wurde Griner zum festen Bestandteil der Marketing-Strategie der WNBA: Mit ihr soll gezielt die LGBTQ-Gemeinschaft und damit ein noch größeres Publikum erreicht werden. Bereits in ihrem Jahr als Rookie verhalf Griners Präsenz dem im Schatten der NBA stehenden US-Frauenbasketball zu erhöhtem medialen Interesse, höheren Einschaltquoten und stark gestiegenen Ticketverkäufen. Sie verkörpert laut The Guardian den „Geist der heutigen Liga“ und wird auf ihrer WNBA-Tour durch die Sportstadien des Landes vom Publikum wie ein Rockstar gefeiert. Bei Pressekonferenzen wirkte sie jedoch vor allem zu Beginn ihrer Profikarriere schüchtern und reserviert.
Griner erhielt als erste offen lesbische Sportlerin einen Werbevertrag mit Nike und modelte für die Männerkollektion des Sportmodenherstellers. Ihre offener Umgang mit ihrer Homosexualität und sozialen Engagements für homosexuelle Jugendliche gilt sie als Ikone und Vorbild der LGBTQ-Bewegung. Sue Bird, die 2017 ihre Beziehung zu Megan Rapinoe öffentlich machte, sagte über Griner: „Ich habe die Reaktion, die sie auf ihr Coming-out erhalten hat, gesehen, und das hat mir bei meiner Entscheidung geholfen. […] Ich denke, je bekannter jemand ist, desto normaler wird es für andere Menschen […].“

### Kritik und Mobbing
Zugleich ist Griner zur Zielscheibe für Kritik und sexistische Berichterstattung sowie anhaltende Verspottung, misogyne, rassistische oder homophobe Anfeindungen und Hasskommentare in den sozialen Medien geworden. Kritiker werfen ihr einerseits vor, dass ihr maskuliner Körperbau ihr einen unfairen Wettbewerbsvorteil verschaffe, andererseits wurde sie vielfach mit teils frauenfeindlichen Hashtags belächelt und verspottet, als sie 2013 erklärte, sie würde bei sich bietender Chance die Herausforderung annehmen, in der NBA gegen Männer zu spielen.
Aufgrund ihrer tiefen Stimme und männlich-muskulös wirkenden Statur wird ihr weibliches Geschlecht regelmäßig in Frage gestellt, was sich an oft wiederholten sexistischen Internetkommentaren zeigt. Nachdem Griner sich aus privaten Gründen dazu entschieden hatte, nicht um einen Platz im US-Frauenbasketballteam für die Olympischen Sommerspiele 2012 zu konkurrieren, wurde ihr unterstellt, dass ihr Rückzug erfolgt sei, weil sie Angst habe, sich einem Geschlechtstest zu unterziehen, der ergeben würde, dass sie keine Frau sei.
Während einer Pressekonferenz kommentierte ihre Baylor-Trainerin Kim Mulkey das Mobbing, das Griner in den Medien erfährt, wie folgt: „Dies [Griner] ist ein menschliches Wesen. Sie ist nicht aufgewacht und hat gesagt ‚Mach mich [… so groß] und gib mir die Fähigkeit zu dunken.‘ […] Das Zeug, das sie lesen musste, das Zeug, das sie hören musste, das Zeug, das Leute über sie sagen, das Zeug, das Leute über sie schreiben, es muss aufhören. Dieses Zeug muss aufhören.“ Griner selbst zeigt sich von den negativen Kommentaren über ihr Aussehen unbeeindruckt und ließ sich 2015 als eine von mehreren Sportlern nackt für die ESPN-The-Magazine-Sonderausgabe The Body ablichten. Im dazugehörigen Interview erklärte sie: „Ich fühle mich wohl in meinem Körper [… und] liebe es, anders zu sein. […] Entweder die Leute akzeptieren mich, wie ich bin, oder sie tun es nicht.“

### Öffentliche Resonanz auf Griners Verhaftung

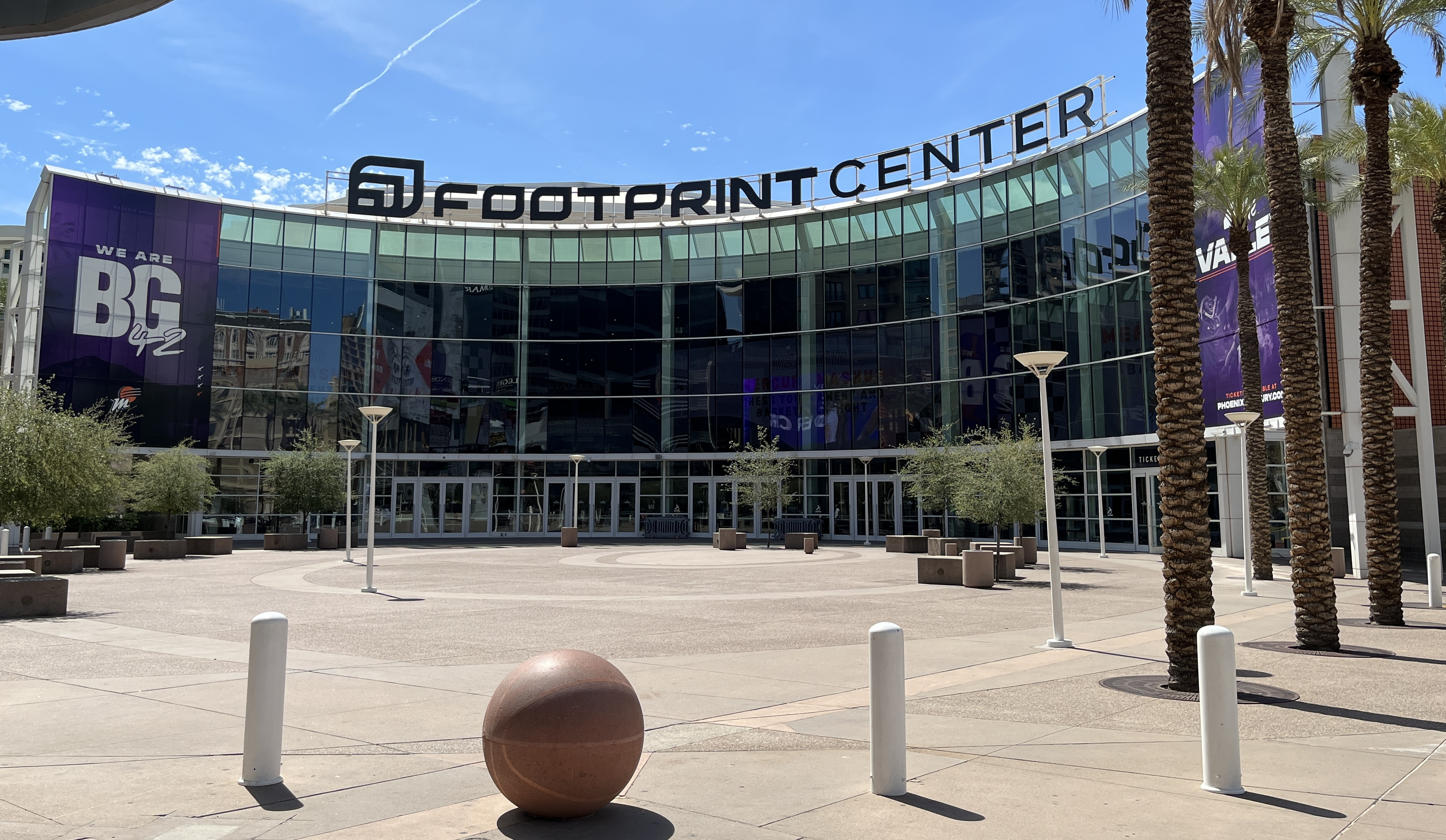
Banner (links im Bild) mit dem Schriftzug „We Are BG“ und Griners Trikotnummer an der Außenfassade des Footprint Centers, Heimspielstätte der Phoenix Mercury

Nachdem am 5. März 2022 Griners Inhaftierung in Russland international bekannt geworden war, hielten sich die Verantwortlichen und Spielerinnen der WNBA auf Anraten der US-Behörden mit Stellungnahmen zunächst zurück. Inzwischen sind sie und andere Basketball-Profis wie LeBron James, Stephen Curry und Chris Paul sowie Prominente wie Kim Kardashian und Amy Schumer jedoch öffentlich aktiv geworden und machen fortlaufend auf den Fall aufmerksam. Mehr als 1200 prominente Afroamerikaner, darunter Bernice King, und über 40 Organisationen wie NAACP, GLAAD und die Basketballerinnen-Gewerkschaft WNBPA unterzeichneten offene Briefe an US-Präsident Biden, in denen sie ihn aufforderten, sich für Griners Freilassung einzusetzen. Auf jedem Spielfeld der WNBA-Liga wurde das Logo „BG42“ (Griners Initialen und Trikotnummer) angebracht und in den sozialen Medien gab es unzählige Beiträge, die mit den Hashtags #BG42 oder #FreeBrittneyGriner versehen waren. Die Boston Celtics zeigten sich während einer Trainingseinheit in T-Shirts mit der Aufschrift „We Are BG“ („Wir sind BG“) und die Spielerinnen des WNBA All-Star Games trugen während der zweiten Hälfte des Spiels, das am 10. Juli 2022 stattfand, Trikots mit der Nummer 42.
Das Time-Magazin, auf dessen Cover Griner im Juli 2022 erschien, schrieb in der ihr gewidmeten Titelstory Brittney Griner’s Fight for Freedom („Brittney Griners Kampf um Freiheit“): „Griner […] stand schon immer für etwas Größeres als nur sportliche Höchstleistungen. Als geoutete homosexuelle Frau, die Mobbing, Hass und Entfremdung überwunden hat, diente sie insbesondere anderen Mitgliedern der LGBTQ+-Gemeinschaft als Inspiration […] Nun ist Griner [durch ihre Verhaftung] zu einem Symbol für noch mehr geworden.“ Als prominenteste russische Gefangene werde sie von einem Regime ausgenutzt, das die Grenzen der amerikanischen Macht aufzeigen wolle, und in ihrer Heimat habe ihre Inhaftierung die Empörung über die fehlende Gleichberechtigung von LGBTQ-Personen und Schwarzen angeheizt. So kritisierte Phoenix-Mercury-Trainerin Vanessa Nygaard, dass die öffentliche Resonanz vergleichsweise gering ausfalle: „Wenn es um LeBron ginge, wäre er längst zu Hause. Das sagt viel über den Wert von Frauen. Das sagt viel über den Wert einer schwarzen Person. Das sagt viel über den Wert einer homosexuellen Person.“
Die Unterstützung für Griner war jedoch nicht einhellig. In den sozialen Medien wurde teilweise die Meinung vertreten, dass sie die strafrechtlichen Konsequenzen ihres Verstoßes gegen ausländische Gesetze tragen solle. Einige politisch Rechte wie Sebastian Gorka reagierten mit Spott und Häme auf ihre Inhaftierung. Bei einer YouGov-Umfrage von Mai 2022 äußerte sich knapp die Hälfte aller befragten US-Amerikaner betroffen von Griners Verhaftung; unter den Anhängern der Demokraten betrug der Anteil gut 70 Prozent, bei republikanischen Wählern lag er bei 40 Prozent. Insgesamt zeigten sich 20 Prozent der Befragten unschlüssig, die restlichen gut 30 Prozent erklärten sich nicht betroffen.

## Filmmaterial
- Brittney Griner: Lifesize. (Staffel 1, Episode 5 der ESPN-Dokumentationsreihe Nine for IX Shorts. USA, 2014. 17 Min.; Regie: Melissa Johnson.) Der Kurzfilm dokumentiert Griners Entwicklung von der College-Spielerin zum WNBA-Profi und begleitet sie während der WCBA-Saison 2013/14 bei den Zhejiang Golden Bulls in China.
- WNBA Star Brittney Griner’s Evolution. (Episode des ESPN-Nachrichtenmagazins E:60. USA, 2017.) Der Kurzfilm dokumentiert Griners Werdegang von ihrer Kindheit bis zu ihrer Profikarriere und zeigt Ausschnitte ihres Lebens in Jekaterinburg während der Russian-Premier-League-Saison 2016/17.